# Ziegelhof (Wilhelmsdorf)
Ziegelhof ist eine Wüstung auf dem Gemeindegebiet von Wilhelmsdorf im Landkreis Neustadt an der Aisch-Bad Windsheim (Mittelfranken, Bayern). Ziegelhof lag in der Gemarkung Wilhelmsdorf.

## Geografie
Die Einöde lag am Albach, einem linken Zufluss der Mittleren Aurach. Ein Weg führte nach Unteralbachermühle (150 m nordöstlich) bzw. nach Wilhelmsdorf (750 m südlich).

## Geschichte
Gegen Ende des 18. Jahrhunderts gehörte Ziegelhof zur Realgemeinde Wilhelmsdorf. Das Anwesen hatte das Rittergut Wilhelmsdorf als Grundherrn. Unter der preußischen Verwaltung (1792–1806) des Fürstentums Bayreuth erhielt der Ziegelhof die Hausnummer 67 des Ortes Wilhelmsdorf.
Von 1797 bis 1810 unterstand der Ort dem Justizamt Markt Erlbach und Kammeramt Emskirchen. Im Rahmen des Gemeindeedikts wurde Ziegelhof dem 1811 gebildeten Steuerdistrikt Wilhelmsdorf und der 1813 gegründeten Ruralgemeinde Wilhelmsdorf zugeordnet. Die freiwillige Gerichtsbarkeit hatte bis 1848 das Patrimonialgericht Wilhemsdorf inne.

## Einwohnerentwicklung
| Jahr      | 001818 | 001836 | 001840 | 001861 | 001871 |
| Einwohner | 6      | 5      | 4      | 8      | 5      |
| Häuser    | 1      | 1      | 1      |        |        |
| Quelle    | [ 5 ]  | [ 6 ]  | [ 7 ]  | [ 8 ]  | [ 9 ]  |

## Religion
Der Ort war evangelisch-lutherisch geprägt und bis heute nach Wilhelmsdorf gepfarrt.